# Argonaute (S636)
Argonaute (S636) je ponorka třídy Aréthuse francouzského námořnictva, která slouží jako muzeum zpřístupněné veřejnosti. Nachází se v Paříži v parku La Villette jako součást expozice Cité des sciences et de l'industrie.

## Historie
Ponorka sloužila vojenskému námořnictvu od 23. října 1958 do 31. července 1982. Poté byla upravena a jako výstavní exponát převezena v roce 1989 do Paříže.
Ponorka o váze 400 tun má rozměry 49,50 x 5,80 x 10 metrů a sloužilo na ní 6 důstojníků a 34 mužů posádky. Byla vybavena čtyřmi torpédomety o průměru 550 mm a čtyřmi záložními torpédy.